# Душан Синдик
Душан Синдик (Београд, 16. април 1933 — Београд, 30. јун 2017) био je српски историчар, који је свој радник век провео при Историјском институту САНУ. Интересовања и истраживања Душана Синдика била су фокусирана на објављивање средњовековне историјске грађе, уз посебне осврте на одређене теме, попут историје Јевреја на просторима Балкана у средњем веку, али и познијем добу.

## Биографија
Рођен је 16. априлa 1933. године у Београду, престонице тадашње Краљевине Југославије. Потицао је из старе и угледне породице бокељских Срба римокатоличке вере, а његов отац, академик Илија Синдик (1888–1958), био је један оснивача Историјског института Српске академије наука и уметности (1947) и његов други директор (1954–1958). Млади Душан је своје школовање започео у Кикинди, а наставио у родном граду, где је завршио основну школу и гимназију, постао студент Филозофског факултета и дипломирао 1955. године на групи за историју. Прво запослење нашао је у Библиотеци града Београда, потом су уследила премештања у Југословенски библиографски институт и Јеврејски историјски музеј, да би од 1962. године до пензионисања (1998) радни век провео у Историјском институту. Преминуо је у Београду 30. јуна 2017. године.

## Научни рад
Научноистраживачка интересовања Душана Синдика обухватала су разнолико проучавање прошлости Јевреја на тлу модерне Србије, бављење занимљивом личношћу грофа Саве Владиславића, али пре свега изучавање и издавање историјских извора за историју Срба у средњем веку, са особитим нагласком на дипломатичку грађу. Уз академике  Владимира Алексејевича Мошина (1894–1987) и Симу Ћирковића (1929– 2009) учествовао је у великом пројекту Историјског института, припремању и објављивању тзв. Српског дипломатара. Вишедеценијски труд делимично је капитализован 2011. године, када је први том Зборника средњовековних ћириличких повеља и писама Србије, Босне и Дубровника (1186–1321) напокон угледао светлост дана. Од тројице аутора, само је Душан Синдик био и даље међу живима.
Током дугих година припреме овог монументалног дела, Синдик је обилазио архиве, расуте широм Европе, у којима се чувају српске средњовековне дипломатичке исправе. Из тих боравака на Светој Гори, у Венецији, Дубровнику, Котору, Москви и Санкт Петербургу (ондашњем Лењинграду), произишле су многе студије које су постале драгоцена лектира и обавезан приручник истраживачима српског средњовековља. Од многобројних, вреди посебно поменути следеће наслове: Српске повеље у светогорском манастиру Светог Павла, Понтификал Которске бискупије у Лењинграду, Marginalia catharensia, Српска средњовековна акта у манастиру Хиландару, Српски средњовековни печати у манастиру Хиландару, итд. У сарадњи са Горданом Томовић приредио је књигу Писци средњовјековног латинитета, која је објављења 1996. године на Цетињу као први том у серији Књижевност Црне Горе од XII до XIX вијека.